# Inguschische Sprache

Inguschisch (dunkelgrün) im Umfeld der Nordostkaukasischen Sprachfamilie

Die inguschische Sprache (Eigenbezeichnung: гӏалгӏай мотт ğalğaj mott [ʁalʁaj mott]) wird von fast 240.000 Menschen gesprochen, vor allem in der autonomen Republik Inguschetien (Russische Föderation). Sie ist eng mit dem Tschetschenischen verwandt, so dass sich die Sprecher beider Sprachen in gewissem Maße untereinander verstehen können. Beide Sprachen bilden die Untergruppe der wainachischen Sprachen innerhalb der nachischen Sprachgruppe. Die Sprache wird seit 1938 mit dem kyrillischen Alphabet geschrieben.

## Sprachliche Charakteristiken
Das Inguschische ist durch eine große Zahl an Vokalen und Konsonanten charakterisiert. Unter den Konsonanten gibt es neben Ejektiven auch Uvulare und Pharyngale.
Es handelt sich um eine Ergativsprache mit insgesamt 8 Kasus, außerdem verfügt die Sprache über ein System von 6 Nominalklassen.
Am Verb werden die grammatikalischen Kategorien Tempus, Aspekt, Modus, Numerus und Klasse markiert, jedoch keine Person.

## Wortschatz
Im inguschischen Wortschatz gibt es Entlehnungen aus dem Russischen, Arabischen, Persischen und Türkischen u. a.

## Textprobe
ЮСТАРА ЛАТТА БОКЪО ЯЦ (наьна мотт дегІабоалабира наькъех)
У. ДУДАРОВ
Тахан, вайна ма харра, гІалгІай школашка дешар хьехалга эрсий меттала оттадаь, дІахьош да. ГІалгІай меттала алхха ГІалгІай мотти, литературеи, дына бовхамаши мара хьехац. Таханарча гІалгІай халкъа а метта а хьалага, цар хьашташка диллача из нийса да, кхоачам болаш да. Вай кхетаде деза гІалгІай алфавит эрсий графика ларда тІа хилар дешархошта дикка аьттув луш долга. […]